# Майатул
«Майатул» (луговомар. «Маятул» — огонь, сберегаемый в очаге, негаснущий очаг; фин. «Majatuli») — международный фестиваль театров финно-угорских народов.

## Общая характеристика
Зародился в 1990-х годах как один из ряда театральных фестивалей, основанных на принципе языковой общности. С 1997 года носит название «Майатул». Корень этого слова «тул» («огонь») является общим для всех финно-угорских языков (ср. луговомар. тул, горномар. тыл, сев.-зап. мар. төл, эрз. тол, коми тыл, фин. tuli, венг. tűz, северносаам. dolla). С этого же года штаб-квартирой фестиваля является Йошкар-Ола.

## Места проведения

### I фестиваль — 1992 год
Прошёл с 26 марта по 2 апреля 1992 год а в Ижевске. В работе приняли участие театры из Карелии, Коми, Марий Эл, Мордовии, Удмуртии, Коми-Пермяцкого национального округа, а также Финляндии и Эстонии. Гран-при фестиваля был удостоен спектакль Марийского национального театра им. М. Шкетана «Пыжаш» (А. И. Пудин «Очаг»).

### II фестиваль — 1994 год
Состоялся в июне 1994 года в Нурмесе (Финляндия). Среди лучших спектаклей были отмечены моноспектакль удмуртского театра «Эбга», «Венгерская Электра» театра Ависура (Будапешт), «Окса тул» («Блеск монет») Марийского национального театра им. М. Шкетана. Начиная с этого фестиваля присуждение призовых мест не проводилось.

### III фестиваль — 1997 год
В работе III фестиваля (17—23 октября 1997 года, Йошкар-Ола) приняли участие 9 театров из Карелии, Коми, Мордовии, Удмуртии, Коми-Пермяцкого автономного округа, Финляндии и Эстонии. Марийское театральное искусство представляли 2 театра: Марийский национальный театр им. М. Шкетана и Марийский театр юного зрителя. Среди лучших спектаклей жюри отметило драму Р. Г. Мустонен «Где твой дом, ангел?» Национального театра Республики Карелия, драму А. И. Пудина «Ой, луй модеш…» («Ой, куница играет…») Марийского национального театра им. М. Шкетана и Е. Линден «Прыгающая мышь» театра «Феникс» (Финляндия). На закрытии фестиваля был показан спектакль Марийского национального театра им. М. Шкетана «Калевала» в постановке финского режиссёра Пааво Лиски.
В рамках фестиваля прошла Международная конференция театральных деятелей «Финно-угорские театры и мировой театральный процесс». В принятой на ней резолюции возникновение содружества театров финно-угорских народов расценивалось как выдающееся явление в истории культур этих народов.

### IV фестиваль — 2002 год
На IV Международном фестивале (15—23 ноября 2002 года) финно-угорское сообщество представляли 9 драматических коллективов из России и театр из Эстонии. Данный фестиваль был посвящён национальной драматургии. Среди лучших работ фестиваля — легенда «Жена оленя» (режиссёр А. Тюрнпу, театр Раквере, Эстония), музыкально-драматическая фантазия С. и А. Горчаковых «Охотничий домик» (режиссёр С. Горчакова, Театр фольклора Республики Коми), а также эксцентрическая комедия А. Радостева «Гузи и Мези» (режиссёр С. Мещангин, Коми-Пермяцкий окружной драматический театр).

### V фестиваль — 2004 год
V фестиваль «Майатул» (19—28 ноября 2004 года) собрал представителей всего мирового сообщества финно-угров: 10 театров из Карелии, Коми, Марий Эл, Мордовии, Удмуртии, Коми-Пермяцкого и Ханты-Мансийского автономных округов, а также Театр голоса Евы Каналаш (Венгрия), театр «Феникс» (Финляндия) и спектакль учащихся Высшей театральной школы Эстонской музыкальной академии. Кроме того, в репертуар 5-го фестиваля вошли спектакли лауреаты электронного фестиваля этно-арта «Кугу сорта» («Большая свеча»). Среди лучших новаторских работ на фестивале были отмечены спектакли «Творение мира» Национального театра Республики Карелия, «Белые паруса и небоходы» Высшей театральной школы Эстонской музыкальной академии и психологическая драма Г. Гордеева «Куван кенеж» («Бабье лето») Марийского театра юного зрителя. В рамках фестиваля прошла конференция «Состояние театрального процесса в России и проблемы развития финно-угорской драматургии» и семинар драматургов.

### IX фестиваль — 2012 год
Саранск

### XII фестиваль — 2018 год
XII фестиваль проходил 14—18 ноября 2018 года в Йошкар-Оле, в Марийском национальном театре драмы им. М. Шкетана.

### XIII фестиваль — 2020 год
XIII фестиваль прошёл 24—30 сентября 2020 года в Йошкар-Оле, в Марийском национальном театре драмы им. М. Шкетана. В фестивале приняли участие национальные театры из Марий Эл (4 театра), Мордовии, Удмуртии, Коми, Коми-Пермяцкого и Ханты-Мансийского автономных округов. Театральное событие было посвящено 100-летию образования Республики Марий Эл. Гран-при получил спектакль «Куйгорож» Мордовского государственного национального драматического театра.

### XIV фестиваль — 2022 год
XIV фестиваль прошёл 23—29 мая 2022 года в Йошкар-Оле, в Марийском национальном театре драмы им. М. Шкетана. В фестивале приняли участие театральные коллективы из семи регионов: Мордовии, Коми, Удмуртии, Марий Эл, Карелии, Коми-Пермяцкого и Ханты-мансийского автономных округов. Гран-при получил спектакль «Югорно» Марийского национального театра драмы имени М. Шкетана (реж. Василия Пектеев).
Помимо просмотра и обсуждения спектаклей в рамках фестиваля состоялся круглый стол по теме «Реалии существования и перспективы развития национальных театров РФ», организована лекция-презентация доктора культурологии, Галины Шкалиной на тему «Заочное путешествие в финно-угорский мир», а также состоялась закладка квартала и аллеи «Майатул».

## Жюри
- Корчак М. М., театральный критик, зав. кабинетами драматических и национальных театров СТД РФ (г. Москва)
- Глебова Е. В., театральный критик, редактор журнала СТД РФ «Страстной бульвар,10» (г. Москва)
- Давлетшина Д. Г., театральный критик (г. Уфа)
- Сивакова Э. В., выпускница РГИСС (г. Санкт-Петербург)